# Cocoricó Conta Clássicos
Cocoricó Conta Clássicos é um filme Brasil de 2012 lançando por DVD dirigido e estrelado por Fernando Gomes. O filme é também uma adaptação de contos da fadas infantis

## Sinopse
Julio, Lilica, Caco, Zazá, Mimosa, Alípio e outros formam a turma do Cocoricó, eles interpretam contos famosos da literatura internacional, como Rapunzel, A Bela e a Fera, O Corcunda de Notre Dame e A Cigarra e a Formiga, adaptando-os à realidade brasileira.

## Elenco
- Fernando Gomes como Júlio e Avô de Júlio
- Kelly Guidotti como Lilica, Mimosa e Pata Vina
- Henrique Serrano como Feito, Toquinho Sapo Martelo
- Álvaro Petersen Júnior como Vó do Júlio, Oriba, Dito
- Falcon Mantovani como Dorivaldo
- Eduardo Alves como Lola, Galileu, Pato Torquato e João
- Leo Abel como Alípio
- Neusa de Souza como Zazá, Caco

## Referencias
1. ↑  AdoroCinema, Cocoricó Conta Clássicos, consultado em 19 de julho de 2025